# Извори енергије
Извори енергије се појављују у акумулисаним или прелазним облицима. У зависности од тога да ли се појављују природи познајемо примарне и секундарне изворе енергије.
С обзиром на ниво коришћења примарни извори енергије могу бити
- конвенционални извори енергије и
- неконвенционални извори енергије.

С обзиром на природну обновљивост извори енергије могу бити
- обновљиви извори енергије или
- необновљиви извори енергије.

Постоји још једна подела, с обзиром на носиоце енергије. У овој подели само су енергетски извори који су носиоци хемијске енергије, и то с изузетком биомасе, необновљиви, док сви други енергетски извори спадају у обновљиве.

## Примарни извори енергије
Примарни облици енергије се налазе у природи или се у њој појављују. Само неки од њих се могу користити у свом природном облику.
Физички посматрано примарни облици енергије могу бити носиоци различитих енергија
- носиоци хемијске енергије (горива)на пример: дрво, тресет, угаљ, сирова нафта, природни гас, уљни шкриљци, битуминозни пескови, биомаса;

- носиоци потенцијалне енергије (хидроенергија, плима и осека);
- носиоци нуклеарне енергије (нуклеарне минералне сировине);
- носиоци кинетичке енергије  (ветар, морски таласи);
- носиоци топлотне енергије (геотермална енергија, унутрашња топлота мора)
- носиоци енергије зрачења (Сунчево зрачење).

## Секундарни извори енергије
Одређени примарни облици енергије се не могу користити у у свом природном облику, из разлога што је економски или технички неоправдано или еколошки непогодно. Зато је неопходно извршити енергетске трансформације за добијање секундарних извора енергије. У секундарне облике енергије спадају: топлотна и електрична енергија, деривати нафте, обогаћено нуклеарно гориво, кокс, брикети и слично.  Најчешће коришћена енергетска трансформација је сагоревање. Енергетске трансформације које су још у употреби су: коксовање, дестилација, дегазолинажа, турбинске трансформације.

## Историја енергетских извора
Енергија кроз историју
У еволуцији човека кључни догађај је откриће ватре. Ватра је омогућила припрему хране, грејање, заштиту од предатора, светлост и слично. Дрво је стога био први енергент.Прво значајније коришћење фосилних горива одвило се пре око 2000. до 539. година п. н. е. у периоду Вавилонског царства. Дрво ће остати доминантан извор енергије до половине 18. века. Крајем 18. века долази до проналаска парне машине и то представља почетак индустријске револуције. Касније проналазак електричне енергије представља битну прекретницу у енергетици. Због проблема који стварају необновљиви извори енергије, полако се прелази на обновљиве изворе енергије.
Енергија је, уз храну, воду и сировине, једна од кључних потреба човечанства. 
Током историјског развоја су нови облици и извори енергије доводили до цивилизацијских скокова који се у новијем периоду зову индустријске револуције.

### Дрво
Човек користи дрво за грејање од дана када је открио ватру, за грејање свог станишта и за припрему хране. Расположивост дрвета се поклапа са распрострањеношћу људске заједнице. Велико коришћење дрвета је допринела значајном крчењу пространстава и пустошењу великих површина. 
Дрво спада у биомасу, што представља било који материјал органског порекла укључујући и отпад од пољопривреде и шумарства, биоразградљиве делове индустријског и комуналног отпада. Енергија биљног порекла представља акумулацију светлосне енергије која је трансформисала хемијску енергију процесом фотосинтезе. 
Збирна једначина фотосинтезе је:
CO2 + 2n H2O + светлост → (CH2O)n + n O2 + n H2O

### Угаљ
| Светска производња угља | Светска производња угља |
| година                  | мил т                   |
| ----------------------- | ----------------------- |
| 1800.                   | 12                      |
| 1850.                   | 81.4                    |
| 1889.                   | 500                     |
| 1907.                   | 1100                    |
| 1938.                   | 1582                    |

Производња дрвеног угља, који се прави од дрвета, је стара 6000 година, јер је тај угаљ погоднији за топљење метала. Кинези су користили угаљ 1000 година п. н. е. а и Римљани су га користили за топљење метала.
Енглези су вадили угаљ из рудника у 12. веку и извозили га у Фландрију. У 17. веку почиње производња кокса, а касније коксни гас почиње да се примењује за уличну расвету. Проналаском парне машине Џејмса Вата почиње индустријска револуција која је створила невероватну потражњу за угљем. 
Угаљ је био основни енергетски извор све до половине 20. века када примат преузима нафта, мада је угаљ и даље основни извор за производњу електричне и топлотне енергије.
Угаљ је природни запаљиви материјал, у природи се јавља у облику стена, а боја варира од браон до црне. Главни елемент од којег се састоји је угљеник, поред тога садржи и ниске проценте чврстих, течних и гасовитих угљоводоника и/или друге материјале, ако што су једињења азота и сумпора.

#### Настанак
Угаљ се често назива фосилним горивом. То име долази од начина на који је формиран. Када биљке и животиње угину, оне се нормално распадају и претварају у угљен-диоксид, воду и друге производе који нестају у окружењу. Осим мало костију, изузетно су мали остаци мртвог организма.
Међутим, у неким периодима у историји Земље постајали су услови који су омогућили друге облике пропадања. Тела мртвих биљака и животиња прошла су само делимично распадање. Преостали производи овог делимичног распада су угаљ, нафта и природни гас – такозвана фосилна горива.
Процењује се да је за настанак угља потребно око 50-250 милиона година.
Класификација угља у Србији:
- Лигнит
- Мрко-лигнитски угаљ
- Мрки угаљ
- Камени угаљ
- Антрацит

Лигнит
Када тресет остаје дуже у земљи, он се још више сабија. Додатни притисак и топлота постепено претварају тресет у други облик угља познат као лигнит. Топлотна моћ лигнита је око 7,5 – 12,6 МЈ/кг, док је проценат влаге од 30-60%.
Мрко-лигнитски угаљ
Ови угљеви имају садржај влаге 30-40%, а доња топлотна моћ одређена у односу на сагориву  масу је од 25-26МЈ/kg.
Мрки угаљ
Након лигнита настаје мрки угаљ. Постоје два облика мрког угља: тврд и мекан. Код твдог нису очувани биљни остаци, док код меког јесу, из тог разлога је он земљасте и тресетасте структуре. Топлотна моћ овог угља је око 16,7-29,3 МЈ/kg, а проценат влаге 10-30%.
Камени угаљ
На крају се ствара камени угаљ, чији је последњи облик антрацит. Овај облика угља има изузетно низак садржај воде и највећу топлотну моћ. Топлотна моћ каменог угља је око 29,3-35,6 МЈ/kg, проценат влаге од 3-10%.
Антрацит
Антрацит, као најстарија врста каменог угља има највећу топлотну моћ око 35,6-37,7 МЈ/kg.

#### Употреба
Током целе људске историје, угаљ се користи као енергетски ресурс. Овог фосилног горива има највише, а има и најдужу историју употребе. Постоје докази да су га Римљани у Енглеској користили још у другом и трећем веку. У 14. веку угаљ се користио у Северној Америци за кување, грејање и израду керамике. Прави покретач употребе угља била је индустријска револуција. Када је Џејмс Ват пронашао мотор на пару, за производњу паре која је покретала мотор користио се управо угаљ. Током 19. века бродови и возови су били главно средство за транспорт и користили су пару за погон, а за производњу паре користио се угаљ. 1880. године угаљ је први пут употребљен како би се произвела електрична енергија.
Данас је његова употреба и даље широко распрострањена, првенствено за стварање струје и топлоте. Угаљ спада у највећи извор енергије за производњу електричне енергије широм света. Према неким подацима, угаљ даје око 25% укупне примарне енергије у свету, са чак 38% у производње електричне енергије. Око 65% укупне потрошње угља одлази на производњу електричне енергије. Према неким подацима, угаљ учествује са чак 60% у светској производњи челика.
Поред индустрије, угаљ се употребљава и код становништва, углавном као извор топлоте

### Нафта
Нафта је главни енергетски извор друге половине 20, века. Осим нафте све се више користе и алтернативни извори енергије, пре свих обновљиви извори енергије.
У циљу задовољавања текућих и успешног планирања будућих потреба за енергијом је Светски савет за енергију поставио три основна стратешка циља за 21. век:
- Приступачност изворима енергије, што значи да енергија мора бити доступна по ценама које су прихватљиве и одрживе;
- Расположивост енергетских извора у смислу непрекидне понуде и
- Прихватљивост у смислу усклађености развоја и заштите животне средине.

Нафта је смеша органских једињења највећим делом угљоводоника (алкана, алкена, цикличних угљоводоника...).
Нафта садржи претежно течне угљоводонике у којима су растворени гасовити и чврсти угљоводоници. Жуте је до тамносмеђе боје. Налази се у шупљинама седиментних слојева Земље, на дубини од неколико  до 8000 метара.
Настала је у дуготрајном процесу таложења и труљења планктонских организама биљног и животињског порекла, под дејством високих температура и притиска без присуства кисеоника.
Рафинисање нафте је процес који се користи за издвајање угљоводоника и заснива се на њиховим различитим тачкама кључања - фракциона дестилација.
Основне фракције нафте су:
- рафинеријски гас;
- бензин;
- керозин;
- дизел уље;
- уље за подмазивање машина;
- парафин;
- битумен.

Бензин
Бензин је најважнији продукт дестилације нафте јер служи као погонско гориво. Састав му је различит. Мерило квалитета бензина је октански број - бројчана ознака степена отпорности према појави детонатног сагоревања.
Иако је нафта од огромне важности за човека, све чешће је и један од највећих загађивача природе.